# Elrow

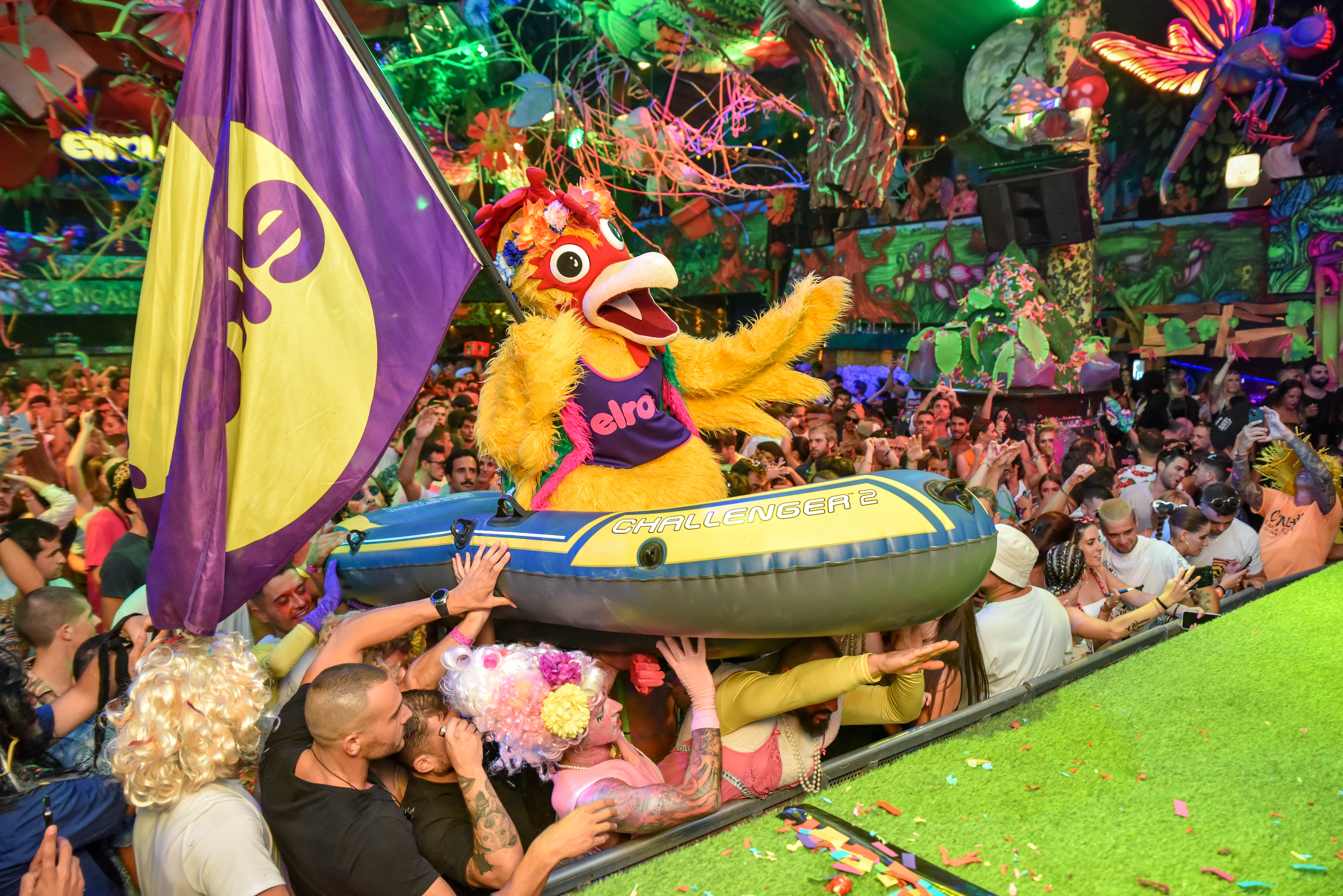
Rowgelia, mascota oficial de elrow.

Elrow (estilizado elrow) es una empresa española, organizadora de eventos de música electrónica, especialmente house y techno. Su sede central se encuentra en Bilbao, y cuenta con delegaciones en Barcelona e Ibiza. Según la propia empresa, hasta 2019 llevaron a cabo más de 150 eventos, en 67 ciudades de 35 países diferentes, con un total de 4 millones de asistentes y 800 DJs. elrow es un negocio familiar, ya que han sido seis generaciones de la familia Satorres-Durán-Arnau que se han dedicado al ocio, desde que abrió el Café Josepet en Fraga en 1870. También dirigen el Monegros Desert Festival y el club más antiguo del país, el Florida 135, ambos en Aragón.
Las fiestas de elrow han conseguido diferenciarse de otros eventos similares por incluir numerosos elementos artísticos y festivos (confetti, disfraces, hinchables, maquillaje, decoración, atrezzo, performances...) con efecto inmersivo, lo que le ha valido a sus fiestas calificaciones del tipo «hedonistas», «coloridas», «locas» y «extravagantes». A veces incluso elementos recreativos como trampolines, toboganes o piscinas de bola. En un solo evento participan más de 100 actores, entre los que se incluyen acróbatas, payasos, malabaristas, zancudos... Además, cada evento está marcado por una «temática» (por ejemplo, la feria de abril de Sevilla, el Día de Muertos mexicano o el Far West), por lo que toda la decoración, disfraces...etc. está enfocado a ello y se anima a los asistentes a vestir acorde al tema.
En 2010 cambiaron a su nombre al actual y adoptaron un nuevo modelo de negocio, el de las fiestas ambulantes, por el que sus eventos dejaban de tener un único lugar físico, para comenzar a organizar fiestas por todo el mundo: Asunción, Brighton, El Cairo, Ciudad del Cabo, Dubái, Florencia, Fráncfort de Meno, Londres, CDMX, Miami, Montreal, Moscú, Phuket, Shenzhen, Taipéi, Tokio, Venecia... y una cincuentena más. elrow tiene residencias en varias ciudades de todo el mundo, como Ibiza, Madrid, Londres, Dubai, Las Vegas y Ámsterdam. Además, la marca organiza el festival itinerante elrowTown, que se celebra anualmente en el Reino Unido, los Países Bajos, Italia y España.
El actual presidente de la empresa es Vicenç Martí, el fundador y Chief Global Brand es Juan Arnau Jr. y la directora creativa y de marketing, Cruz Arnau, ambos hermanos cofundadores de elrow e hijos de Juan Arnau Sr. Desde la asociación con Superstruct Entertainment en 2017, en la junta directiva se incluyen James Barton (CEO de Superstruct E.) y Roderik A. Schlösser (director general de Providence Equity Londres).
La mascota oficial de elrow es un pollo amarillo con ropas lilas llamada Rowgelia.

## Historia

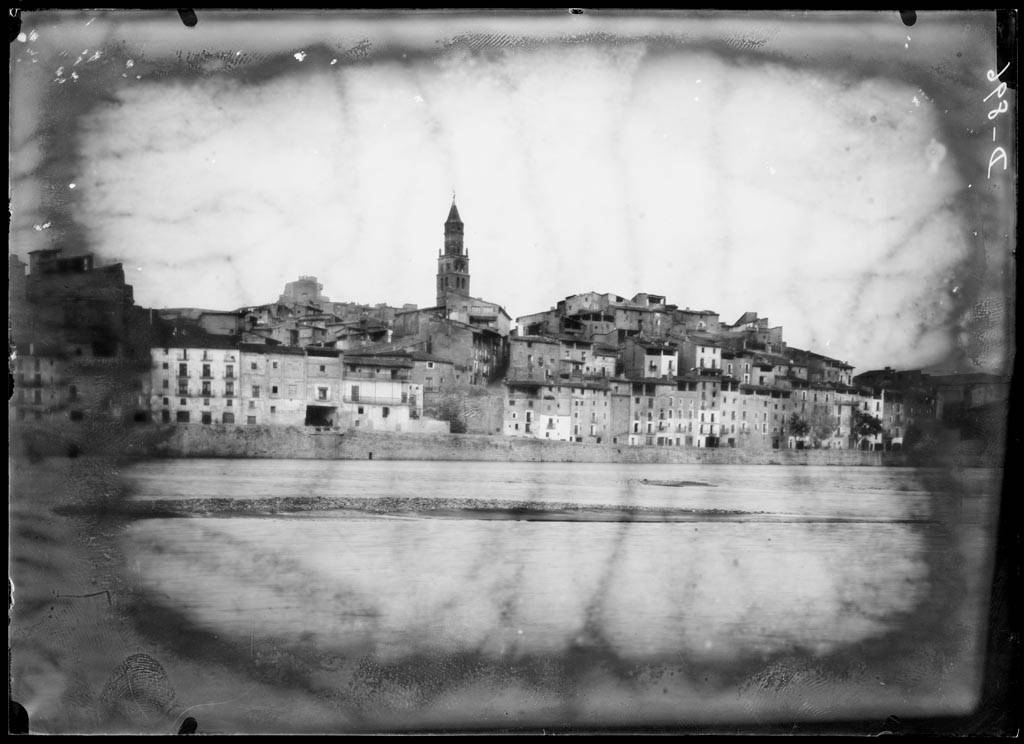
Fraga en 1905, río Cinca en primer plano.

### Origen (1870–2001)
En 1870, José Josepet Satorres, un agricultor de Fraga, Aragón, abrió en este pueblo el Café Josepet (paseo Barrón, n.º 2, ubicado en el margen izquierdo del río Cinca), que posteriormente se convertiría en un club social. Debido a su ludopatía, tuvo que cerrar el café, que en 1900, una vez fallecido él, su familia (encabezado por el marido de su nieta, Antonio Durán) reabriría bajo el nuevo nombre de Bar Victoria, al que le agregaría un Teatro Victoria (más tarde, Cines Victoria). Por aquella época, el club social Victoria se convertiría en el principal centro de ocio de la comarca del Bajo Cinca. En 1952-53, debido a un matrimonio entre los Durán y los Arnau, el negocio familiar se amplió, y además del cine Victoria, comenzaron a gestionar también el cercano cine-teatro Florida. 
Durante los años 60 aparecieron en España las primeras discotecas, en las que las orquestas fueron sustituidas por DJs, y en 1973 se abrió la Florida Discotheque Fraga, más conocido por su nombre definitivo Florida 135 (en honor a la calle 135 del Bronx), ambientado en El Bronx de Nueva York, donde se escuchaban las nuevas tendencias de música electrónica, tipo disco, electropop, goa trance, house y acid, la makina catalana y el bakalao valenciano.
En 1993, la familia organizó un evento en una finca en el desierto de los Monegros llamado Monegros Party, al que asistieron 200 amigos. Este evento se ha seguido forjando hasta la actualidad, el también famoso Monegros Desert Festival.

### Traslado a Barcelona (2001–)
En 2001, la empresa de Fraga se traslada a Barcelona, y se inician unas sesiones llamadas Row en un club Nick Havanna (calle del Rosellón, Barcelona). Ya que este club no es propiedad de la familia, en 2008 los Arnau adquieren un solar propio más grande a las afueras de la ciudad, en Viladecans (cerca del aeropuerto El Prat) y lo reabren bajo el nombre Row 14. Se trata de la actual sede, ubicada en la icónica «autovía del ocio», la C-31, que entre los años 80 y 90 fue famosa por las fiestas que se daban en las distintas discotecas, cámpings y párkings que la recorrían. De hecho, elrow se asienta sobre el solar que ocupaba la antigua discoteca Vértigo, muy cerca de La Ballena Alegre, la Tutankhamen o la Silvi's, reconocida discoteca de arquitectura piramidal. Todas ellas clausuradas en la actualidad. 

#### 2010, fundación de elrow
Ya que la empresa, según lo pactado con el Ajuntament de Viladecans, solo puede realizar 12 fiestas anuales en este solar,en 2010 la empresa anuncia un nuevo modelo de negocio basado en las fiestas que recorren el mundo. Es decir, organizar eventos por todo el mundo, bien sea en el contexto de un festival de música, obteniendo residencias en otros locales, como el Amnesia Ibiza, o de forma independiente. 
Además, se decide agregar el artículo determinado «el» al nombre para hacerlo más reconocible.

#### elrow Ibiza
La primavera de 2016 marcó el inicio del periodo más largo de la presencia de elrow en el Space Ibiza. Este evento fue importante para la marca, varios años consecutivos. Además, desde 2017 mantienen una residencia en Amnesia, siendo el club donde más eventos temáticos de elrow se celebran, y en los que participan los DJs de mayor renombre internacional.

#### Asociación con Superstruct Entertainment (2017)
En febrero de 2017, elrow estableció una sociedad y un acuerdo de inversión con la plataforma de entretenimiento Superstruct Entertainment, respaldada por la sociedad de inversiones Providence Equity Partners, una de las mayores del mundo. Superstruct Entertainment está presidida por James Barton, fundador del festival Creamfields, y es la misma que en 2018 adquirió el 60–80% del festival Sònar, también en Barcelona, el Sziget Festival de Budapest, Hungría y otros 85 eventos en cartoce países.

«El equipo de Elrow ha creado una experiencia única que es amada por los fans. Estamos entusiasmados de asociarnos y apoyar a un equipo tan impresionante y esperamos desbloquear nuevas oportunidades de crecimiento para sus negocios».
James Barton, 2017

#### Balacera en Playa del Carmen (2017)
En enero de 2017, se produjo un tiroteo en la discoteca Blue Parrot de Playa del Carmen en México durante un evento del festival BPM, que se saldó con cinco víctimas mortales y quince heridos. El incidente, que provocó una situación de pánico entre los asistentes, estaba supuestamente relacionado con una disputa entre grupos delictivos locales. Tras el evento, tres personas fueron detenidas y la dirección de elrow canceló el resto de actividades.

#### elrow Friends & Family (2017)
En abril de 2017, elrow anunció que en julio de ese mismo año tendría lugar el festival de música elrow Friends & Family en Salou, localidad de la Costa Dorada, con una intención de 25.000 asistentes. Sin embargo poco después elrow lanzó un comunicado oficial anunciando que se cancelaría debido a «disputas políticas en la región», ya que el evento se coordinó con el Ayuntamiento de Salou, pero aparentemente no se informó a la vecina localidad de Vilaseca. Esto sumado a la negativa de la Autoridad Portuaria de Tarragona de emplazar el festival en su área y el sentimiento generalizado de rechazo entre los vecinos del pueblo a otro macrofestival, en recuerdo del antiguo Saloufest (2001–2016). Finalmente, se llevó a cabo un evento el mismo día en el solar de elrow en Viladecans. 

#### Casos Alex y Amy
En julio de 2017, el ciudadano británico Alex Masterson, de 19 años, murió de un paro cardíaco en el Hospital de Bellvitge tras consumir MDMA en un evento de elrow en Viladecans, España. A pesar de ello, la autoridad municipal confirmó que elrow cumplía escrupulosamente todas las normas y requisitos de seguridad y que "no es un local especialmente conflictivo". Del mismo modo, en agosto de 2017, Amy Vigus falleció tras asistir al festival Elrow Town en Londres, que, según se informó, fue debido a la ingesta de MDMA falsificado. Elrow declaró que había prestado asistencia y destacó que la organización de su evento había sido elogiada por la policía local, y las autoridades confirmaron que elrow cumplía todas las normas de seguridad.

## elrow y el arte

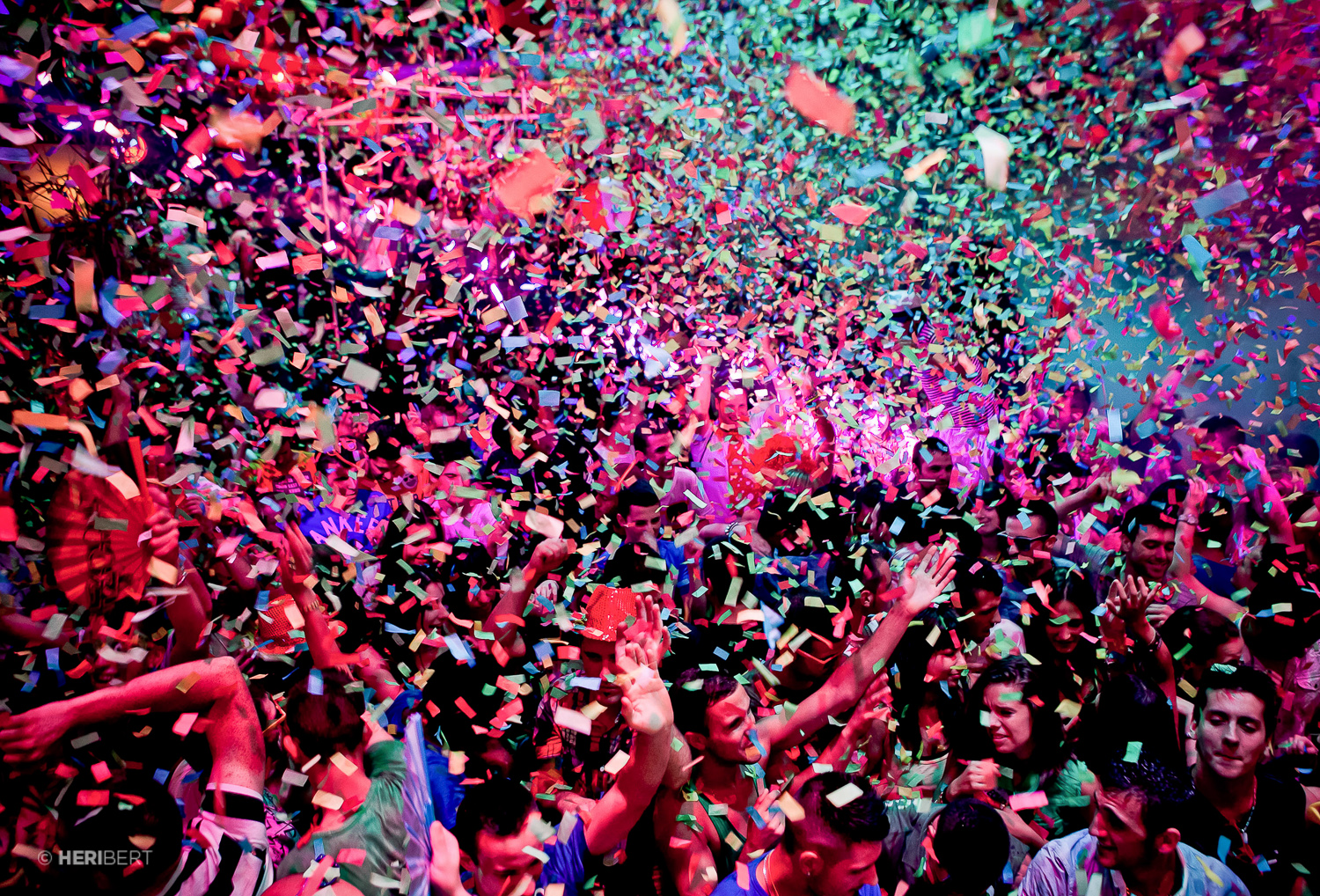
Evento The Singer Morning Festival de elrow (2013).

elrow Art apareció en 2019 como un nuevo espacio para la cultura y el entretenimiento. elrow'art es un proyecto global que recorre el mundo a través de eventos en las principales ciudades internacionales. Hasta hoy los artistas colaboradores en esta propuesta han sido:
- Nychos (2023), para la creación de Dance with the Serpent.[46][47][48]
- Okuda San Miguel (2019)[7] para la creación de Kaos Garden.[49]
- Xavier Regàs (1985)[2] para la remodelación del club Florida 135.
- Ron English (2022), temática de Delussionville.[50][51][52][53][54][55]

### El festival de Elrow en Valencia
En 2023, elrow organizó su primer festival a gran escala en la Marina Sur de Valencia, tras los exitosos eventos de Madrid y Málaga. Esta edición del festival, que duró dos días, contó con más de 25 artistas y atrajo a más de 15.000 asistentes. El festival contó con dos escenarios principales, Delusionville y Horroween, que ofrecieron una mezcla de música house, tech house, hard techno y techno, junto a un tercer escenario patrocinado por Desperados.

### El festival Snowrow de Andorra
En abril de 2024, elrow en colaboración con la estación de esquí de Grandvalira organizó el festival Snowrow de 4 días. El evento atrajo a más de 6.000 asistentes diarios, ofreciendo un Festival de Tarde para adultos y un Festival de Día con actividades orientadas a las familias en los sectores de Pas de la Casa y Grau Roig.

## DJs residentes

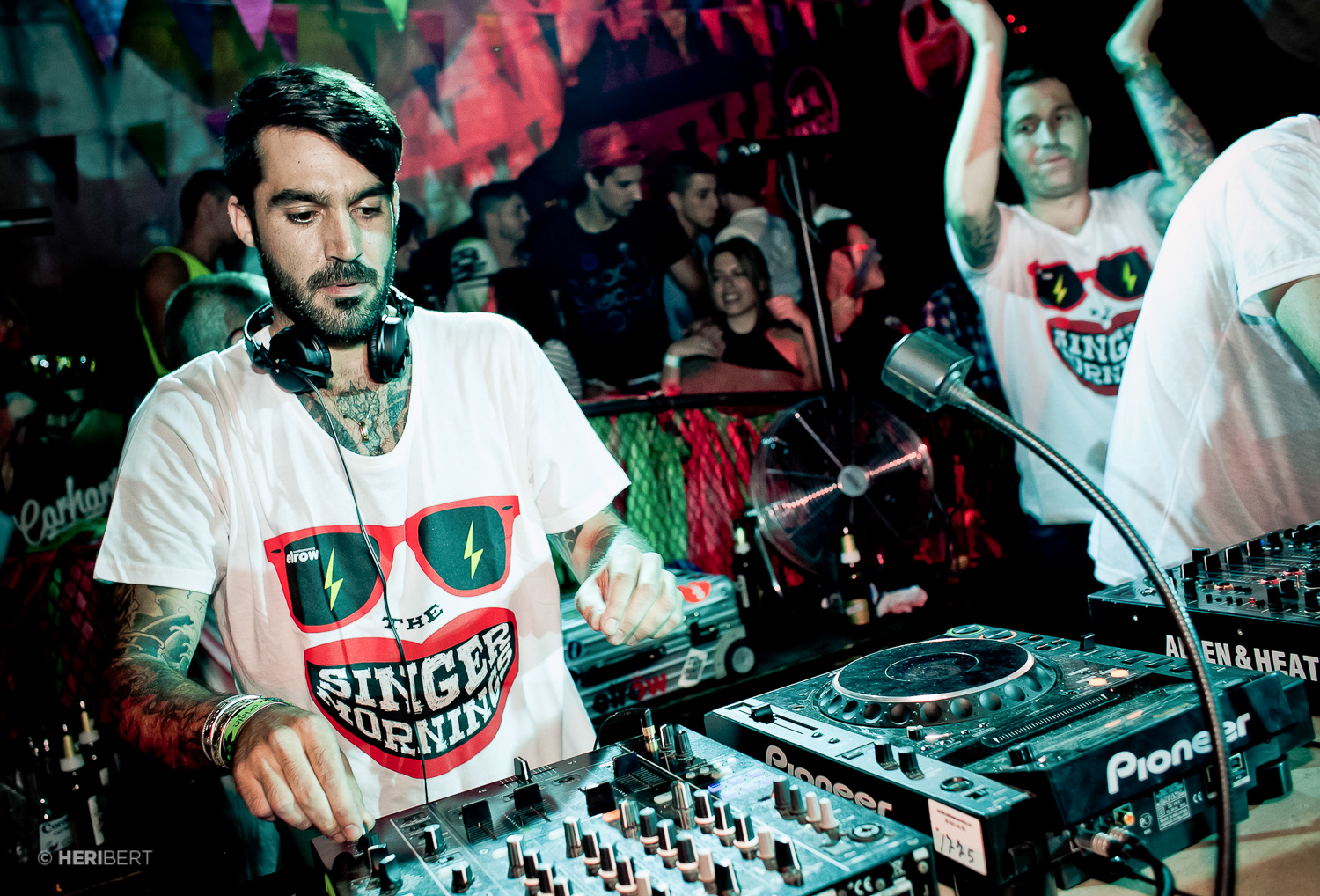
Marc Maya, DJ residente de elrow.

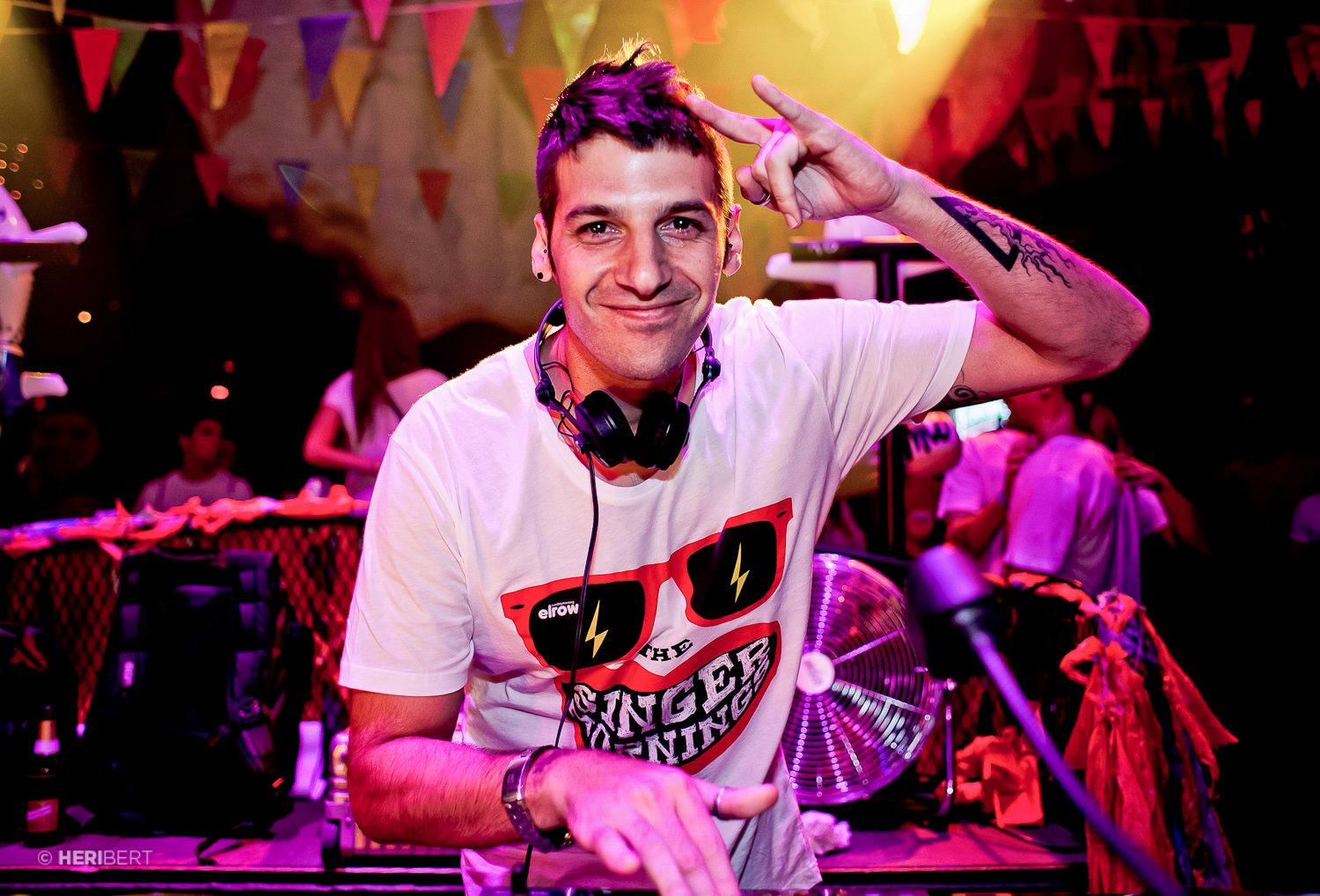
Andrés Campo, DJ residente de elrow.

He aquí los actuales DJs residentes de elrow:
- Andrés Campo (Huesca, 1977),[63] también residente del Florida 135, su estilo es puramente techno, a veces minimal y a veces tech house.[64]  Andrés Campo en SoundCloud
- Bastian Bux (Barcelona), su estilo es ecléctico,[65] melódico y un tanto ácido,[66] con un rango musical que vacila entre el deep house y el progressive techno.[67]  Bastian Bux en SoundCloud
- Baum (Barcelona), aunque de estilo variado, sus sesiones son populares por estar «hechas para no dejar de bailar».[68] Su música se identifica como puro house.[69]  Baum en SoundCloud
- Alex Pott (Sitges),[70] varía entre el house y el techno, con un estilo funk dinámico y cierto toque ácido.[71]  Alex Pott en SoundCloud
- De La Swing (Madrid),[72] DJ residente de elrow. Comenzó en 2003 como técnico de sonido[73] y aprendió dee-jay influenciado por el techno, el drum&bass y el dubstep.[74]  De La Swing en SoundCloud
- George Privatti (Martorell, 1987), con tendencias hacia el hard-groove y el tribal house.[75]  George Privatti en SoundCloud
- Ion Pananides (Ibiza), estudió ingeniería de sonido y pronto se sumergió en el mundo del DJing.[76] Su estilo es ecléctico, de lo más melódico a lo más hipnótico.[77]  Ion Pananides en SoundCloud
- Julius (Barcelona), fichado en 2017 por el row por sus sonidos que varían entre el house y el techno con estilo funk.[78]  Julius en SoundCloud
- Marc Maya (Barcelona), cuyo nombre artístico en los 90s era Marc Huardi. Fue uno de los DJs que iniciaron el Row 14, el antecesor de elrow. Su estilo ha sido calificado de «dinámico» y «versátil».[79]  Marc Maya en SoundCloud
- Mario Biani (Barcelona, 1980),[80] quien ha pinchado en el Florida 135 y en el Row 14. Su estilo abarca desde el techno más minimal hasta el techno hardcore o tribal.[81]  Mario Biani en SoundCloud
- Tini Gessler (Friedrichshafen, Alemania, 1990),[82] que se mueve entre el house y el techno, y el tech house con un estilo deep underground.[83] Ha pinchado en el icónico Rioma de Ciudad de México y en Space y Pachá en Ibiza.[84]  Tini Gessler en SoundCloud
- Toni Varga (La Coruña, 1985),[85] que también es residente de ElRow Sundays y Florida 135,[86] tiene un estilo musical tech house «elegante».[87]  Toni Varga en SoundCloud

## Patrocinadores
Las actuales marcas patrocinadoras de los eventos de elrow son Desperados (Heineken International®), Absolut Vodka (Pernod Ricard S.A.) y Desigual, Providence Equity Partners, OCB, Red Bull, Schweppes, PepsiCo, Bardinet.

## Premios y nominaciones
| Año  | Premios                          | Nombramiento            | Resultado |
| ---- | -------------------------------- | ----------------------- | --------- |
| 2017 | DJ Awards                        | «Ibiza Night»           | Ganador   |
| 2018 | Vicious Music Awards             | «Mejor Fiesta Ibiza»    | Ganador   |
| 2018 | Vicious Music Awards             | «Mejor Fiesta +500»     | Ganador   |
| 2024 | International Music Summit Ibiza | IMS IBIZA LEGENDS AWARD | Ganador   |

### Rankings
| Año  | Autor     | Ranking                                                                                       | Puesto |
| ---- | --------- | --------------------------------------------------------------------------------------------- | ------ |
| 2015 | Billboard | The 25 Greatest Dance Clubs of All Time «Los 25 mejores clubes de baile de todos los tiempos» | #11    |

## Sede internacional
elrow organiza eventos en todo el mundo, pero tiene su sede en Bilbao y centros creativos en Ibiza y Barcelona, que fomentan la colaboración y la experimentación de ideas. Sus oficinas internacionales apoyan aún más sus esfuerzos creativos.

## Lectura complementaria
- Tom Usher (18 de julio de 2016). «Más de un siglo de fiesta: la historia de elrow». Vice.

- Datos: Q88731279
- Multimedia: Elrow / Q88731279